# خان‌آغابلاغ
خان‌آغابلاغ (به لاتین: Xanağabulaq) یک منطقهٔ مسکونی در جمهوری آذربایجان است که در شهرستان جبرئیل واقع شده‌است.